# Gabriella Papadakis
Gabriella Papadakis (n. 10 mai 1995, Clermont-Ferrand, Franța) este o dansatoare pe gheață, medaliată olimpică. A participat la 2 ediții ale Jocurilor Olimpice (2018, 2022) în care a câștigat o medalie de aur.